# 谢尔比野马
谢尔比（又译雪比）是由谢尔比美国于1965至1967年所创造的一种高性能的福特野马变种车，于1968至1970年所创造的汽车（1969年与1970年的谢尔比野马是在福特野马工厂完全建成，只有1965年-1968年的才在谢尔比本身的工厂完成）。继推出第五代福特野马后，谢尔比的标示牌于2007年在野马的高性能版本中所复兴，但此次的设计和组装是在福特本身的组装工厂所完成。

## 第一代

### 1965年-1970年

#### 1965-1966年的谢尔比G.T.350
1965至1966年的G.T.350为最小最轻的G.T.350。G.T.350通常被称为“眼镜蛇”，是由生产谢尔比眼镜蛇的谢尔比美国同时期生产。所有的车款都使用眼镜蛇标徽、类似的涂装，以及谢尔比营销搭配部件之一的“眼镜蛇”气门盖，就如其代表性标志一样。该款G.T.350搭载了K-Code 289 cu in（4.7 L）发动机，其原马力为271 hp（202 kW；275 PS），然后被改装提升至306 hp（228 kW；310 PS）。这款发动机被市场简称为“眼镜蛇高立管”，这是因为该发动机有高立管进气歧管。所有车款皆用4前速手排和配有9寸后轴的原版野马建造，然后送往谢尔比美国安装高立管进气歧管、3-Y型排气头段、福特Galaxie的金属内衬后鼓剎，以及Kelsey-Hayes的前碟刹。

##### 1966年

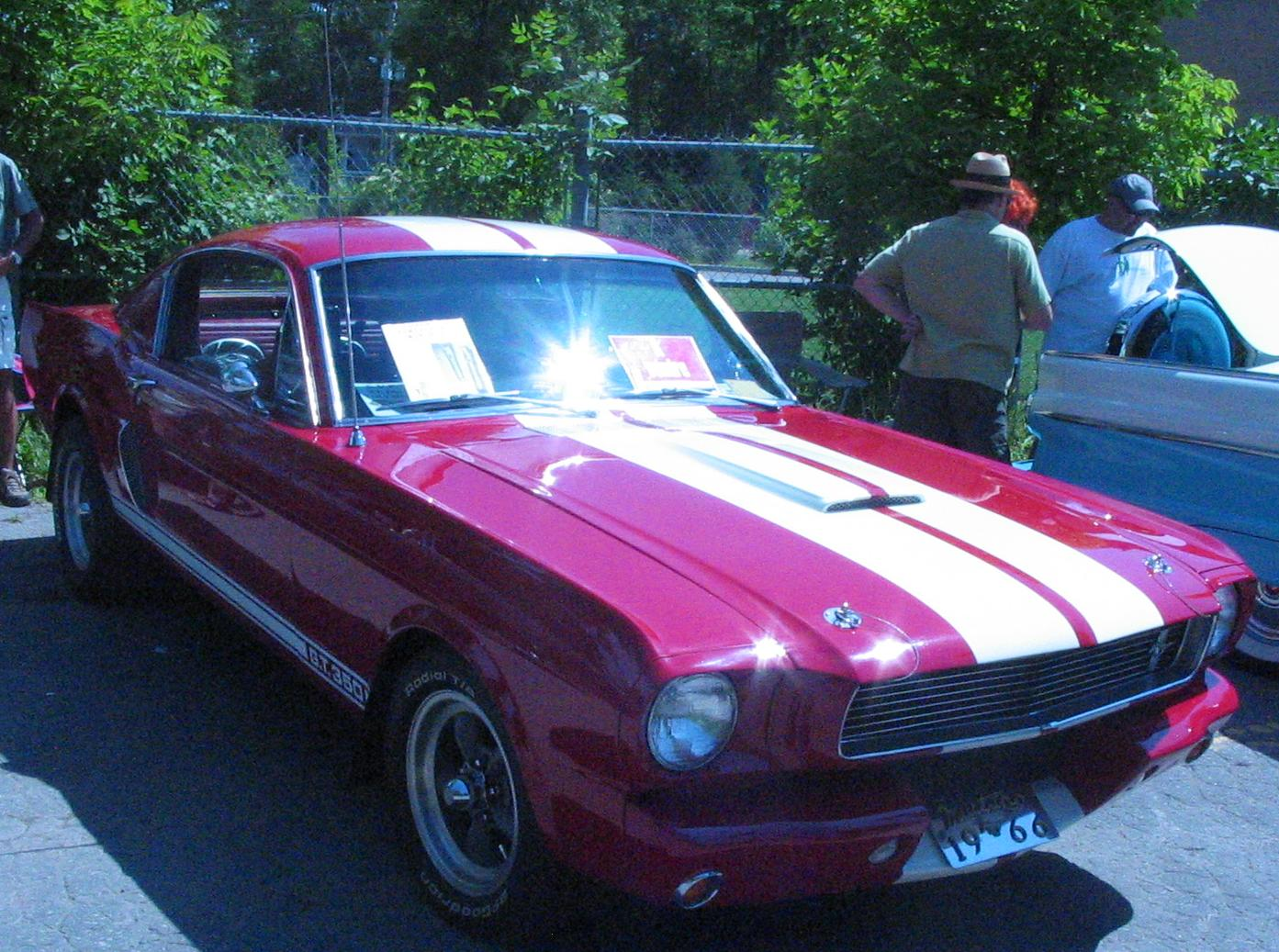
1966年的谢尔比G.T.350

G.T.350于1966年失去了野马的字标而被市场简称为谢尔比G.T.350。新的款式年份也介绍了非白色的颜色，包括了蓝色、红色、绿色，以及黑色。其它的改变包括了取代原产抽出通风口的特殊后角窗口、功能性的刹车管道口、可选的SelectShift 3前速自动变速器和Paxton机械增压器。对比之前，电瓶已不被置于车厢，覆盖牵引杆也停用了。原厂的可折叠后座椅成为了可选部件。早期的引擎本体是黑色的，到了66年的本体颜色改成了福特的暗蓝色。66年G.T.350也有双排气管。
前252台的G.T.350都采用搭载K-Code发动机的野马快背车打造，这是由谢尔比美国特别订购。交货给谢尔比美国时，这些车体都是被随机挑选。谢尔比的车辆识别号码是与福特的不按数字顺序对应，但福特的识别号码许多显著不同。

###### 赫兹租车版的G.T.350

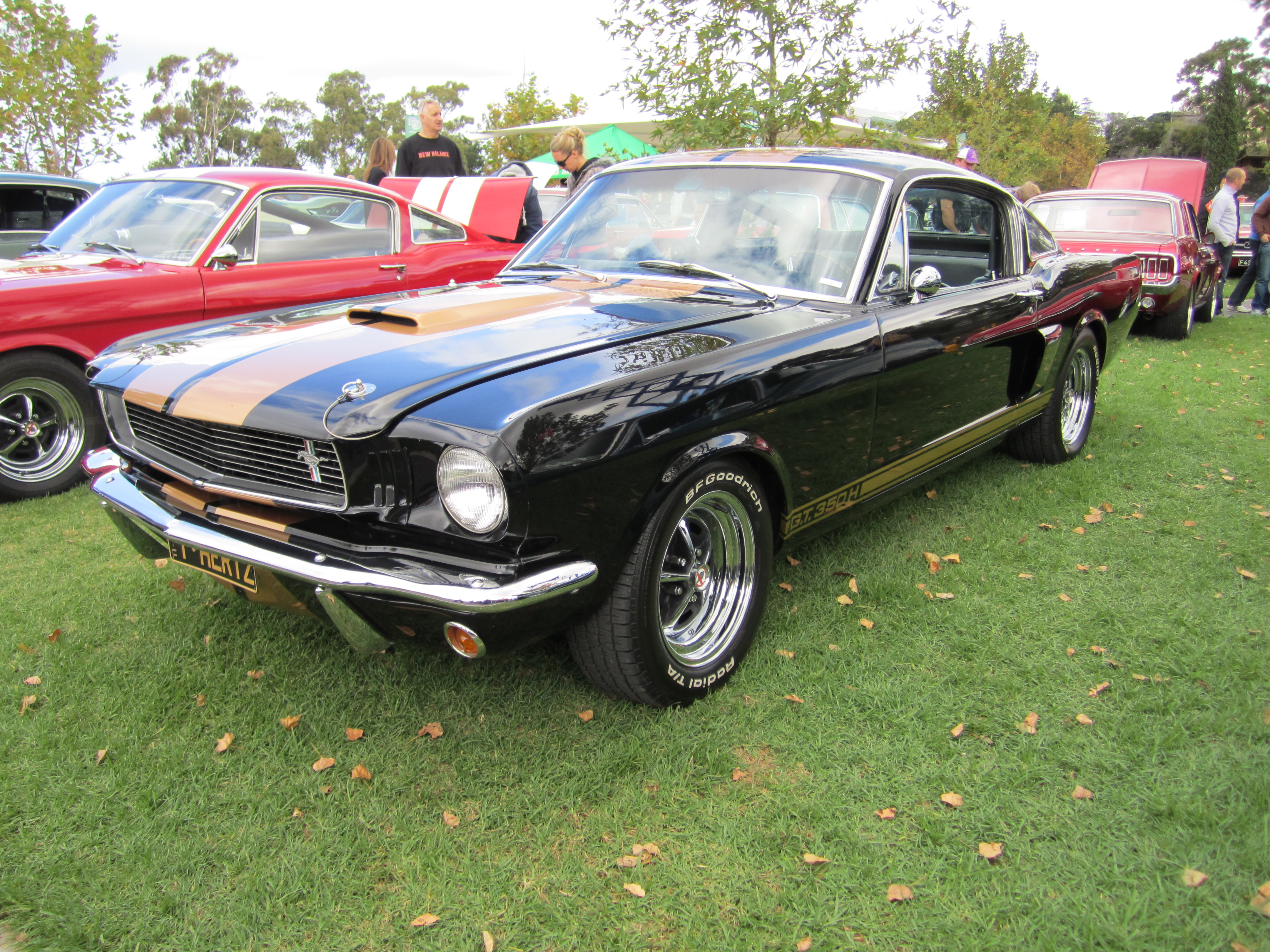
66年的G.T.350-H

谢尔比与赫兹租车公司达成了一项协议以生产G.T.350的专有出租线，在经过出租后，再被送回给福特翻新以G.T.350-H的名字销售给大众。大多数赫兹版G.T.350有黄金勒芒条纹和车门槛板条纹，虽然有少数为白色与蓝色条纹。前85辆的赫兹G.T.350提供了4前速手动变速箱且赫兹租车在广告上称其为“租给赛车手”的车子。在租凭期，这些赫兹G.T.350有时在美国跑车俱乐部的赛事中分类为量产级跑车，并传闻已送回赫兹租车（因有证据显示翻车保护杆焊接过）。而赫兹租车最后订购的800辆G.T.350采用了黑色烤漆，金色的条纹与黑色的内饰，以及自动变速箱。
在赫兹G.T.350送回给福特后准备销售给大众时，其高性能部件往往在最终成交前“遗失”（据推测是由制造商所拆除）。

#### 1967-1968年
1967年的G.T.350承载了K码高性能289“眼镜蛇”气门室盖。而G.T.500加入了谢尔比野马的阵容，并配置了“福特眼镜蛇”V8引擎和两个四腔化油器。
由于供应，每年生产中期推出敞篷车的计划每次被搁置。在9月第一批车辆到达谢尔比的装配厂时，生产和财务问题也随之产生。1966年10月，福特掌控了谢尔比野马的工程和采购。而A.O.Smith被指派解决玻璃配件质量问题。6个月后，即1967年5月,总部位于加州的谢尔比决定做出终止经营。1967年8月18日，一位小职员和其余的工程设计车辆被送往爱奥尼亚。在此过后，这小职员鲜少参与建造。
1967年的著名车辆：
- 0100：第一辆G.T.500
- 0131：唯一一辆谢尔比GT轿跑车（小红），该车辆为68年加州特别版野马的前身
- 唯一一辆G.T.500敞篷车

其中一辆野马快背车配用了G.T.500的装配及能够产生出650匹马力的427 FE GT40引擎，该车被称为“超级蛇”。这辆野马的时速能达到150英里，而在卡洛·謝爾比本人示范时则达到了170英里（当时使用固特异的迅雷轮胎）。这辆“眼镜蛇”后来在2013年在印第安纳波利斯Mecum拍卖会上以美金130万所拍卖。
1968年，所有谢尔比野马车型的名字加了“眼镜蛇”，并在市场上称为谢尔比眼镜蛇G.T.350及眼镜蛇G.T.500。因福特停产了固体式气门挺杆K-Code引擎，所以谢尔比方面改用液压式气门挺杆230匹马力302引擎。该引擎能与高段进气口产生出250匹马力，但为了给动力转向装置腾出空间而没配备谢尔比的排气头。早期的G.T.500配置了428警用车引擎配额定功率为360匹马力的单一4机筒化油器。

##### 1967年的谢尔比G.T.350 和 1968年的谢尔比眼镜蛇G.T.350
1967年的野马重新设计成更重的版本，具有较长的玻璃纤维引擎盖和新的前后面板。你还是在车身上看到原版1965年的设计，但这三样升级部分让车体看起来更具侵略性。在水箱罩边缘的独立高光束头灯加入了更多特点，薄薄的镀铬前保险杠下面配有网状水箱罩和经典的“谢尔比G.T.350”标志。此外，相当引人注目的引擎进气口微调在了电源罩前。谢尔比还增加了新的横向尾灯及后扰流板。G.T.350在铬方面非常紧密集成，下保险杆和排气管头都涂有铬。整体方面，G.T.350的后端都呼应了肌肉车的处理。在车轮方面，该车使用了十辐的十五英寸铸铝轮圈与固特异白色字母子午线轮胎。
G.T.350装有空调和AM/FM收音机。该车的方向盘是木镶边和绸缎装饰设计，在中间装有谢尔比的经典标志。在方向盘后有一组经典的仪表，配有时速140英里的时速表和包含了小型模拟时钟、燃油液位、水温及油压的8000转转速表。
G.T.350配置了铁本体的289平方英寸（4.7升）V8引擎，该引擎能产生出306匹马力和329磅·英尺扭力。对于推杆设计，G.T.350全面展开发展相对较高，与马力的峰值直到6000转的红线。67年G.T.350配置了之前没有的现代燃油喷射，而且也配置了单一霍利四桶化油器。真双排气管配Flowmasters和镀铬排气管H形交叉系统为标准配备。功率通过坚固的路由所传送，并使用配有单一干片离合器的4前速手动变速箱，也有3前速自排可选择。手排的后端比率为3.89:1，而自排的为3.50:1。加速度方面令人印象深刻，0-60加速需要7秒，而极速为时速140英里。刹车系统方面配有11.3英寸的前碟刹和后鼓刹。此车也有动力辅助标准配备。前悬吊由不等长控制臂、圈状弹簧、变径管臂和防倾杆组成。而后悬吊由多叶式主动轴、半椭圆形弹簧和管型减震筒组成。转向方面为动力辅助和齿条与小齿轮的设计。

##### 1967年 谢尔比G.T.500 和 1968年 眼镜蛇G.T.500

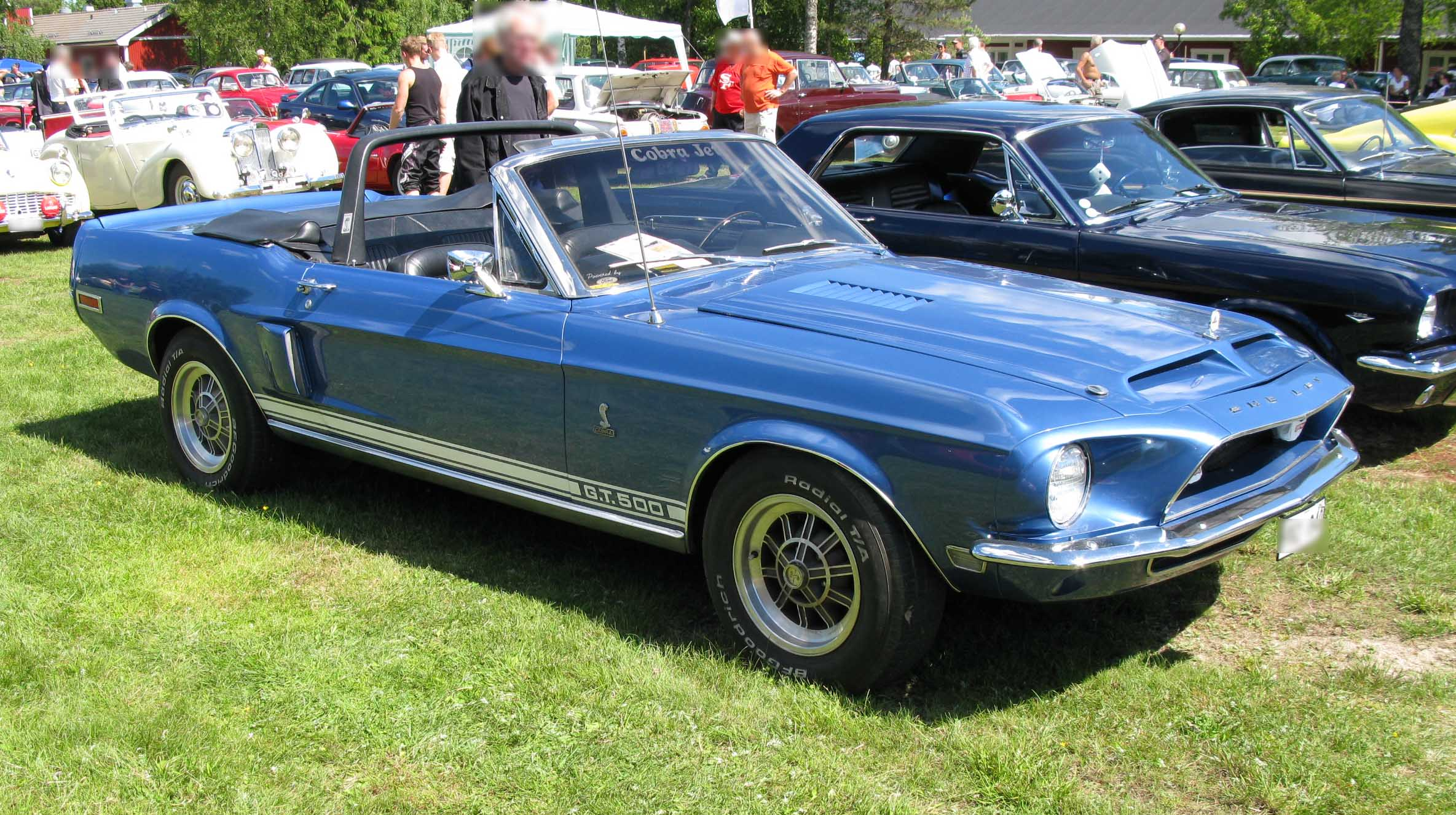
1968年敞篷版

67年的谢尔比G.T.500为GT500系列中第一辆。此车是使用野马快背车所打造并搭载了428平方英寸（7.0升）V8引擎。只有300辆G.T.500被建造过。G.T.500的几个车身部分以玻璃纤维制成，包括侧进气口和引擎盖进气口。67年G.T.500因电影《极速60秒》而出名。

###### 1968年 G.T.500KR

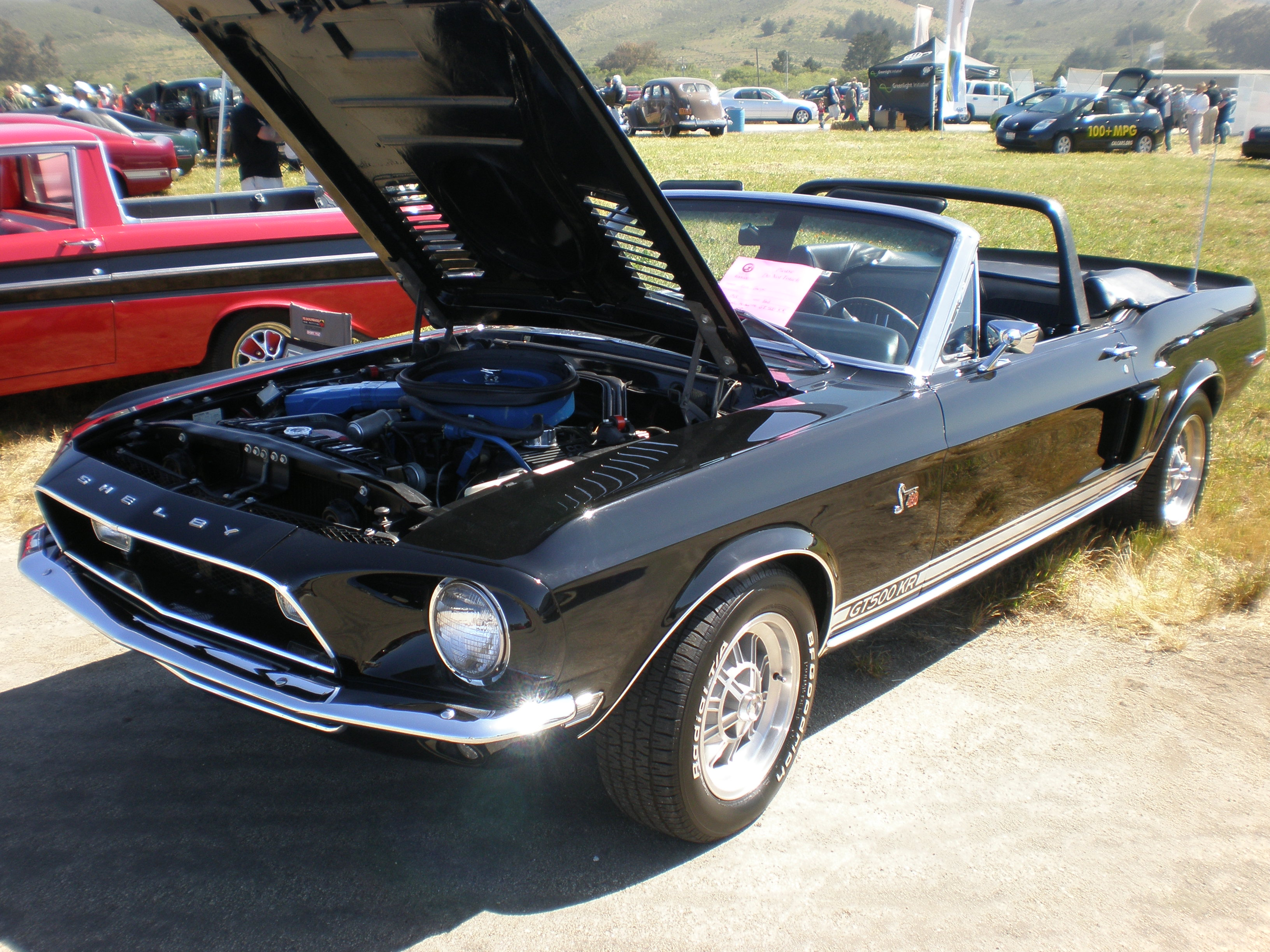
敞篷版G.T.500KR

自1968年4月起，福特的7.0升 V8引擎有了一个新外号——Cobra Jet。而G.T.500被称为眼镜蛇G.T.500KR，KR意为道路之王（King of the Road）。G.T.500KR搭载的这个“Cobra Jet”引擎有335匹马力（250KW），扭力方面在3400转有440磅·英尺，该车的马力很明显被低估。G.T.500KR的引擎是增加了压铸铝制“眼镜蛇勒芒”气门盖的福特FE引擎，是用来纪念FE引擎搭载车辆于1966至67年战胜法拉利所制。

## 第二代（2006-2009年）

### 2006-2009年（S-197 I）

#### 2006-2007年的福特谢尔比GT-H
福特在2006年的纽约国际车展介绍了野马谢尔比GT-H。与1966年的谢尔比G.T.350H一样，GT-H也有着黑底金纹且只限于赫兹租车公司。
福特赛车性能小组提供了谢尔比GT-H的FR1电源组多25匹马力到现有的野马GT动力传动系统以及增加多10英尺/磅的扭矩。此套件包含了90毫米的冷空气套件、消声器套件、新的X-管和福特赛车的“GTA”轴回消声器。福特谢尔比GT-H也有福特赛车套件（FR3），这个套件则包含了特别调校的减震器、已降低的弹簧、防倾杆、支撑杆和福特赛车的33.55:1比例的后轴部件。
为庆祝原版谢尔比G.T.350-H四十周年，共有500辆GT-H被建造。
赫兹租车公司于2007年提供出租敞篷版GT-H。敞篷版GT-H配置了一个会让人想起1968年谢尔比野马的自定义灯条。

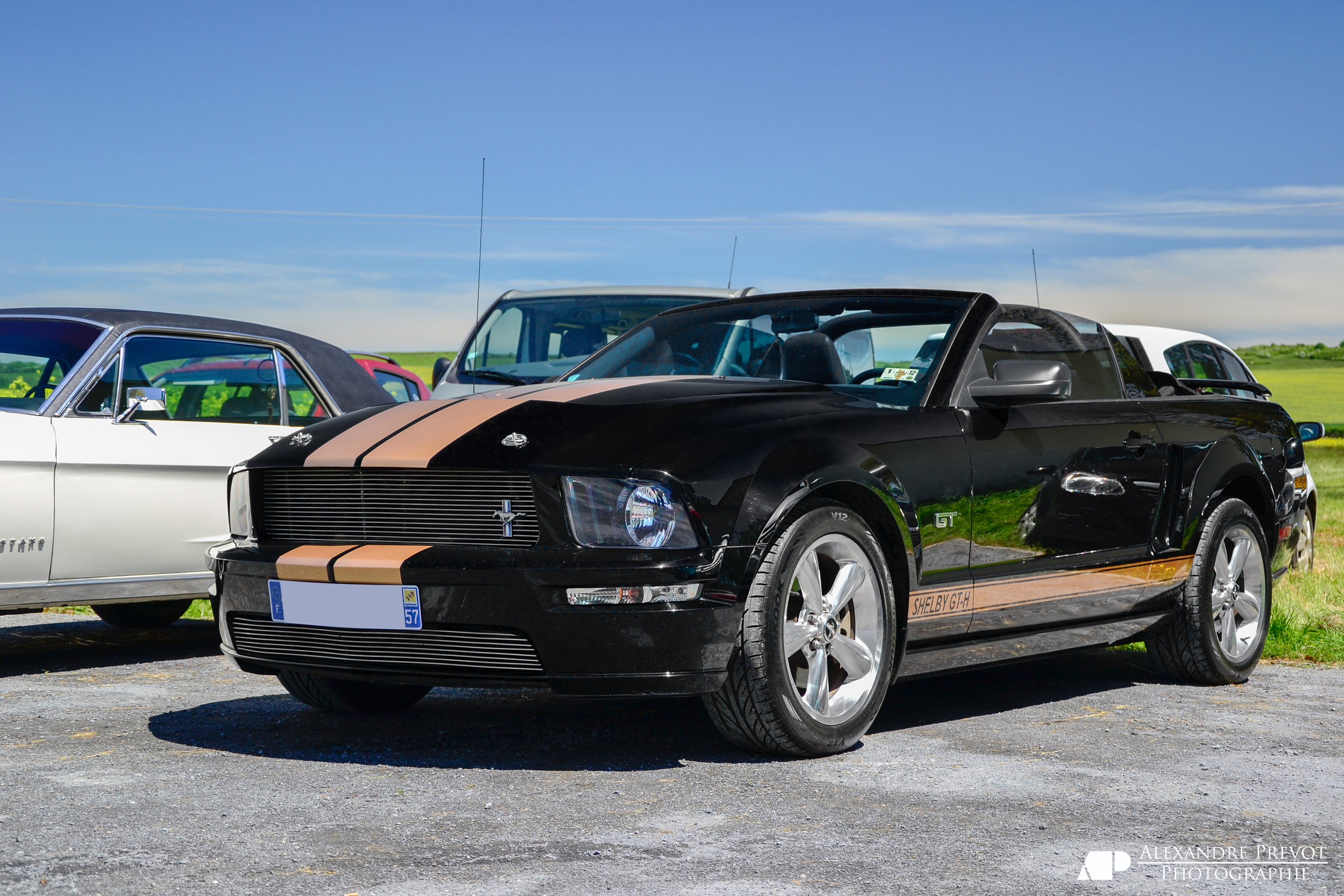
2007年谢尔比GT-H敞篷版

#### 2007-2008年的福特谢尔比GT

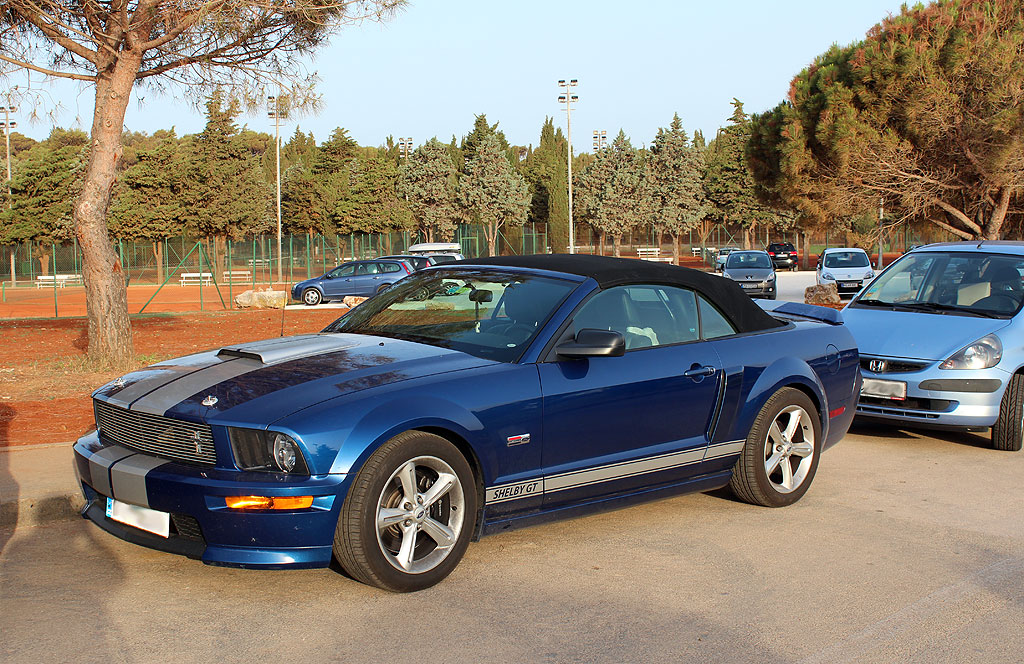
敞篷版

4.6升，281立方英寸，319匹（238千瓦）马力的福特谢尔比GT在本质上是赫兹租车的谢尔比GT-H的零售版本，不同之处就是谢尔比GT有手动变速箱。
谢尔比GT于2006年12月开始生产并于2007年1月上市销售。最初的计划是要建造高达6000辆谢尔比GT。谢尔比GT于GT-H的差异包括了删去后扰流板、取自于谢尔比CS6/8的谢尔比的复古引擎罩，以及相对于GT-H金色条纹的2007年的黑或白和2008年的远景蓝、Grabber橙或黑红条纹。Grabber橙色的谢尔比GT-C（C为加州缩写）并只限有轿跑版（生产过少于220辆）。
继2007年的GT-H敞篷版后，谢尔比为2008年的谢尔比GT有限数量的轿跑版与敞篷版。基于来自爱好者对蓝色谢尔比GT的要求，远景蓝色成为了2008年谢尔比GT的标志颜色。远景蓝的车型有轿跑版与敞篷版两种选择。

##### 2008年巴雷特 - 杰克逊版谢尔比GT
共有100辆谢尔比GT轿跑车与敞篷车以巴雷特 - 杰克逊拍卖命名。这些谢尔比GT有黑色的外观与“巴雷特 - 杰克逊红色”勒芒引擎盖和侧边条纹、巴雷特 - 杰克逊版车门窗台板、黑色内饰与谢尔比GT序列号铭牌、特别的气顶插件、卡罗尔·谢尔比、Craig Jackson、Amy Boylan和Steve Davis的亲笔签名照片。
巴雷特 - 杰克逊谢尔比GT于亚利桑那国际汽车展中亮相。其生产版本在亚利桑那州地区的福特经销商以建议零售价$38,980.00出售（其中包括了捐赠给卡罗尔·谢尔比儿童基金会的$250）。
共有100辆巴雷特 - 杰克逊谢尔比GT于2008年建造，分别有黑色与红色的条纹，以及轿跑车和敞篷车两种选择。巴雷特 - 杰克逊谢尔比GT在亚利桑那州为独家销售。福特经销商和客户曾要求提供GT-H版本的巴雷特 - 杰克逊GT。与GT-H一样，该版本的谢尔比GT也是在位于内华达州，拉斯维加斯的谢尔比汽车工厂修改，而GT500则完全由AutoAlliance国际装配厂生产。

###### 修改
车主请求数量的谢尔比GT都在位于拉斯维加斯谢尔比汽车以各种方式进行修改。其中一辆修改车就是谢尔比GT/SC（SC为增压的英文简称）。其中大量的附加部件可能有超级蛇”刹车器以及必要的轮圈与轮胎，以适应这些刹车器。此外，还有三个不同的可用增压器，再由谢尔比汽车安装或授权于谢尔比Mod商店，这些增压器都可以把马力增加至500匹或以上。这些增压器包括了福特赛车惠普尔750马力增压器和Kenne Bell（750或850马力）增压器。

#### 2007-2009年 福特谢尔比GT500
谢尔比和福特两方回归到了新的谢尔比GT500。2007年的GT500首次介绍于2005年的纽约国际车展，GT500搭载了5.4升，500匹马力（370千瓦）的机械增压V8引擎。其特点包括了Tremec的TR-6060 6前速手动变速箱、悬吊调校、车身套件和18寸的轮圈。
福特于2006年5月开始了谢尔比GT500的送货服务。
在福特的特种汽车部队（SVT）和卡罗尔·谢尔比的合作下，GT500在福特的密歇根州装配厂于3年内限量生产（每年约10000台）。

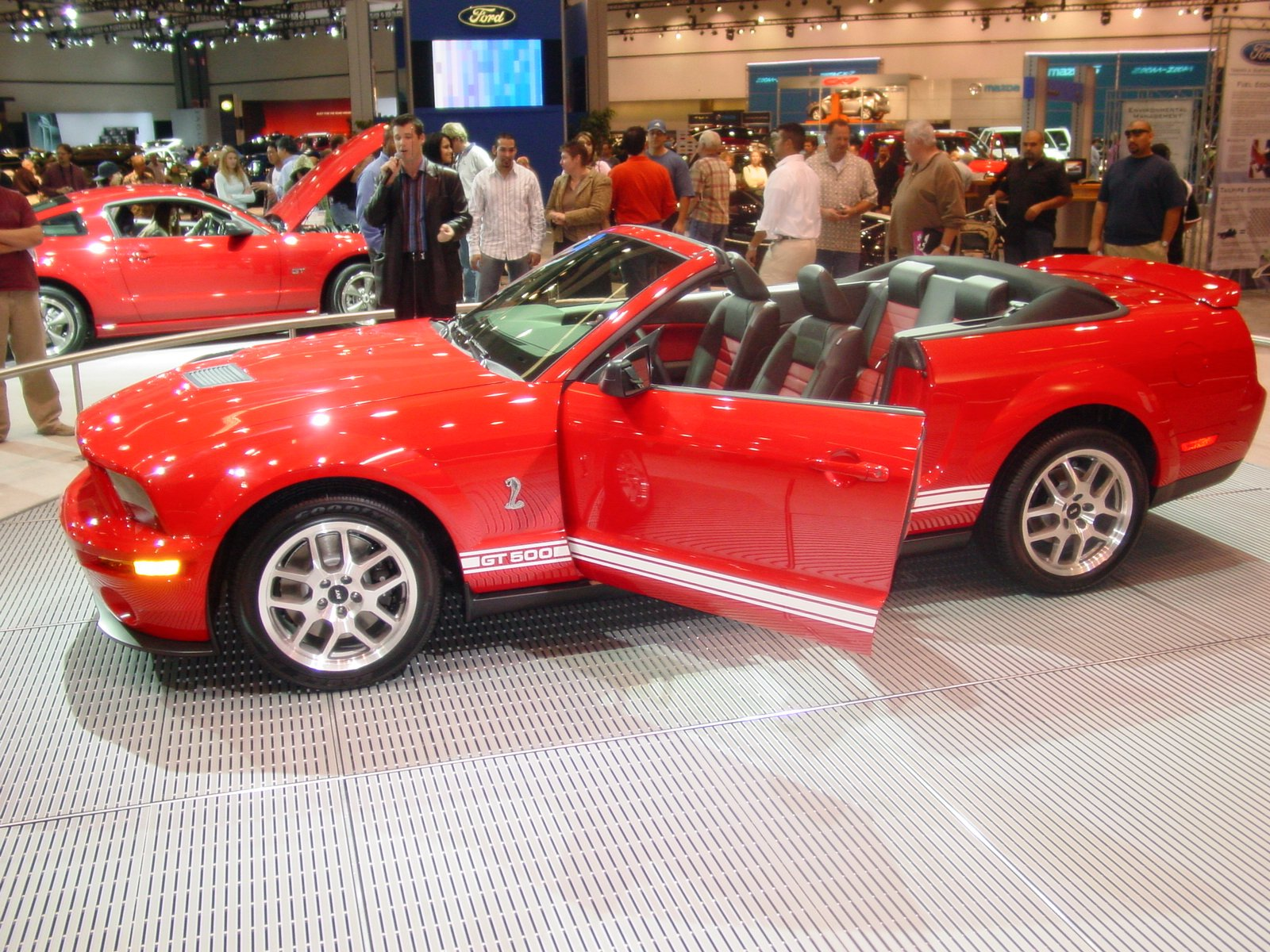
敞篷版

##### 2008年-2009年的谢尔比GT500KR
福特谢尔比GT500KR展出于2007年纽约国际车展，并于2008年春天发行。GT500KR有着540马力5.4升（330 CID）增压V8引擎，此引擎有着功能性冷进气口和独特的校准。SVT和谢尔比公布会有1000辆纪念版本于2008年在美国建造，还有另外571辆建造于2009年。这1571辆GT500KR生产运行相匹配原本的1968年版GT500KR。据统计，有1712辆GT500KR生产，其余的被送去加拿大出口市场和军售。
所有的GT500KR都由AutoAlliance国际装配厂于普通的野马生产线所建造并被运送到谢尔比汽车成立公司（SAI）进行最后组装。SAI是创纪录的生产厂家。
谢尔比GT500KR有碳纤维复合车顶、仿照1968年GT500KR的扭锁引擎盖销子、独特的碳纤维分流器、碳纤维后视镜盖、，以及功能性的刹车冷却导管。GT500KR的悬挂由SVT使用具有独特的弹簧刚度、减振器、稳定杆，以及来自福特赛车的支撑塔所调整。有着独特的化合物的固特异鹰F1超级跑车轮胎由GT500KR所使用。
2008-09年的GT500KR借鉴了名为“公路之王”的GT500KR车型的造型，以及2008年GT500的“40周年”徽章；这两年的GT500KR有着标准GT500的“勒芒”条纹颜色，和卡罗尔·谢尔比签名绣缝的座位。GT500KR的起拍价是$12万。
GT500KR出现在了NBC的节目《霹雳游侠》。

###### 其他规格
- 4座位
- 330 CID（5408毫升）废气排放量
- 功率：540马力（403千瓦，547 PS）
- 扭力：510磅·英尺（691 N·m）
- 3.55差动比
- 18×9.5英寸美铝轮毂加固特异鹰F1超级跑车轮胎（前轮：P255/45ZR18，后轮：P285/40ZR18）

### 2010-2012年（S-197 II）

#### 2010年-2012年的福特谢尔比GT500

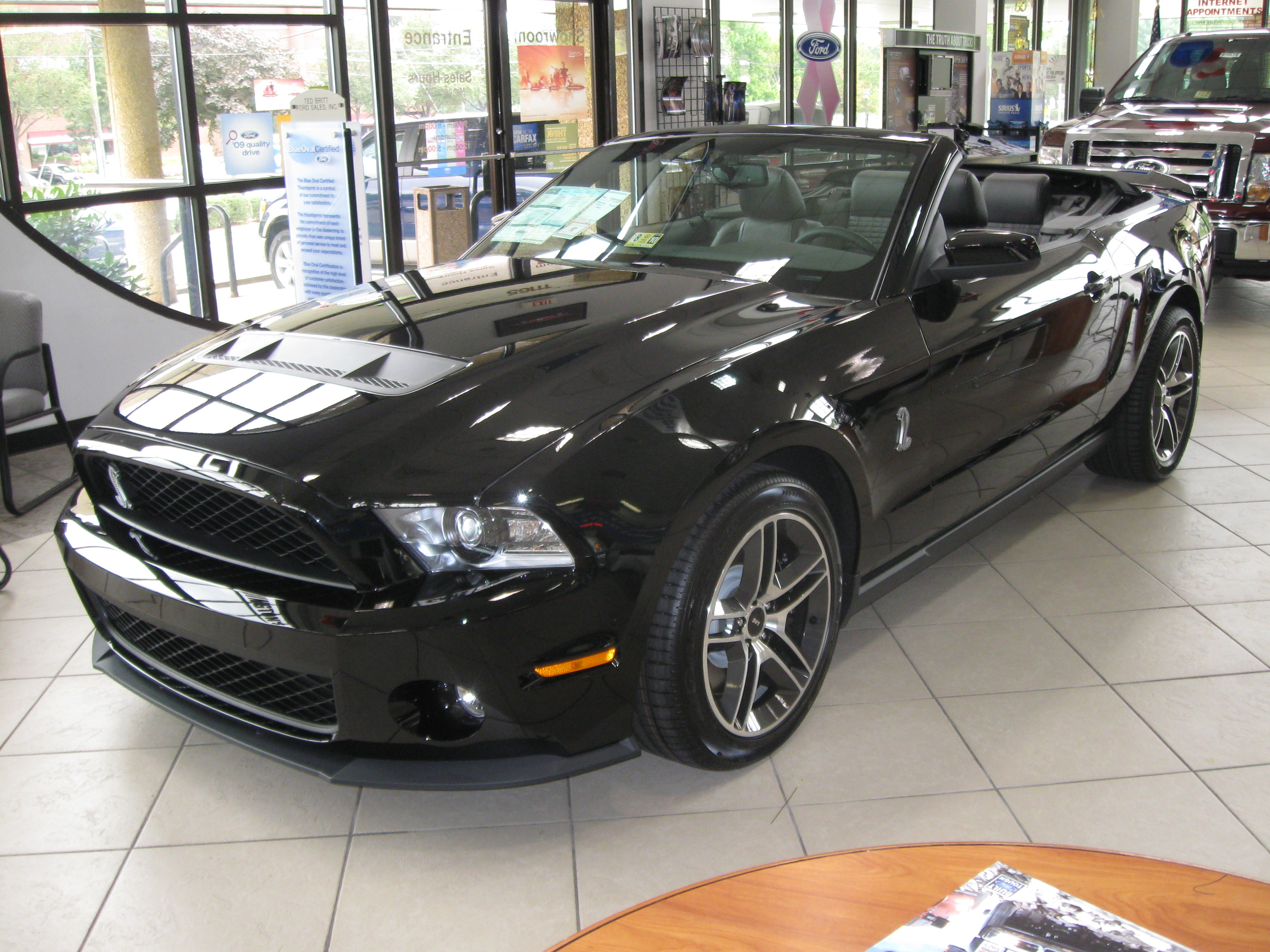
敞篷版

2010年的谢尔比GT500随着原版野马而被重新设计。与上一代一样，本代的GT500也有独特的前脸与后脸、有着功能性进气孔的引擎盖和独特的后扰流板。该扰流板包含了一个功能性格尼襟翼。随着新的车身颜色选择，顾客可以选择有着外观条纹的座椅。该车的产量限制在了2000台。
其5.4升引擎的功率因加了类似2008年GT500KR的冷气进气口以及保护引擎低辛烷值燃料的爆震传感器而能够达到540匹马力（403千瓦）和510磅·英尺（691牛顿·米）的扭力。10年GT500的燃油效率提升到了每加仑2英里。
SVT重新调教了轿跑车的悬挂，并安装了改变了化合物和胎面花纹固特异19英寸的轮胎。轿跑车的19寸轮圈伪装悬吊的重量减轻。敞篷车则还保留了18寸的轮圈。GT500从0到60英里（0到97公里）加速需要4.19秒，而极速可以达到时速180英里（290公里）。

##### 2011年-2012年
像2011年的野马V6与野马GT一样，GT500的引擎都改用比铸铁引擎轻102磅的铝制引擎，并使用福特专利的等离子涂层技术（等离子转移金属丝电弧热喷涂，简称PTWA）。PTWA的发明者于2009年获得了年度最佳IPO国家发明。这个科技最初是由Flame-Spray的专利并有他们开发，该科技后来被福特和Flame-Spray改进。随着引擎的新改进，不只性能提升到550匹马力（410千瓦）和510磅·英尺（691牛顿·米）扭力，连油耗在城市路况提升至15 mi/US gal（16 L/100 km；18 mi/imp gal），而在高速路况提升至23 mi/US gal（10 L/100 km；28 mi/imp gal），这足以消除美国天然气油耗税。11年GT500在年尾的最后销售量为5,100台。
福特也对GT500的操控性能进行改进。车辆的整体姿态下调了，前部下调了11毫米，而后部下调了8毫米。GT500采用了福特的新电动助力转向（EPAS），这提高了扭力积聚，更快的路感和更精准的转向，还提高了在赛道和山路的力量，并减小了低速停车的力量。此车还采用了福特的AdvanceTrac稳定控制系统，这个系统拥有在使用刹车停止时能够连续两次按下运动模式。
外部改善方面包括了SVT性能套件，该套件包含了固特异F1老鹰G2超级跑车轮胎、前部19英寸和后面20英寸的全新轻量级锻造铝制轮圈、3.73后轴比率和性能调校的前后减震器配更硬的弹簧。除此之外，套件还包含了改进操控的独特格尼式扰流板、略加修改的前后面板、改进离合器使用的新踏板、改进刹车冷却的开槽刹车防尘罩、标准的HID头灯、MyKey可编程钥匙、综合去污镜子，和折叠式后排头枕。可选部件方面有与之前09年野马GT就有的相同玻璃车顶.
GT500的改进让GT500在试车上得到了1.0G力的评级，并在弗吉尼亚国际赛道上以2:58:48完成单圈时间，这让GT500在该赛道上和M3、奥迪R8 V10、道奇毒蛇SRT-10和保时捷GT3一样快（或更快）。到了2012年，GT500除了新的Recaro座椅选项和取下英镑灰色选择外，就没有其他改变了。

#### 2011年的谢尔比GT350
恰逢原版1965年G.T.35045周年庆，谢尔比美国在位于亚利桑那州斯科茨代尔的巴雷特 - 杰克逊拍卖会的开幕之夜联欢晚会中推出了全新的GT350野马。以概念形态发表，11年GT350搭载了机械增压版的全新11年野马GT的5.0升V8引擎，以及来自福特性能、Borla、Cragar、Baer等等的升级套件。
GT350为谢尔比美国提供的标题后期升级车。顾客可以将自己的11年野马直接送往或亲自送往到谢尔比的拉斯维加斯机构打造。自排选项将会因用于转换为自然吸气调整产生高达440匹马力而提供，手动变速箱配有可选的不适用选项、产生525匹马力的福特赛车机械增压器、或会影响保用期的625匹马力的增压器、福特赛车的悬吊系统（前100台的GT350则使用GT500超级蛇的Eibach悬吊）、Baer刹车器（前部为标准，后部为可选）、特制的Borla排气系统、19寸的Cragar轮圈等等。外观方面，则配有谢尔比新的前脸、前分流器、功能性的引擎盖进气口、刹车冷却管道、尾灯装饰、后行李箱盖填充板，以及配有中间排气口的后脸。2011年款的GT350只供性能白色配卫兵蓝赛车条纹颜色选择，而2012年款则有其它颜色选择，但停用11年的45周年纪标徽。
在Motor Trend所做的最初道路测试，GT350表现出不俗的统计数据。在0到60英里（97公里）加速只需3.7秒，相对于4.4秒的412匹马力野马GT。2011年的GT500则还需要4.2秒，即使是750匹马力（559千瓦）的GT500超级蛇也要4.1秒。这是因为GT350比轻量化的GT500还轻24磅。
在四分之一英里的成绩方面为12秒@时速121.4英里（195.4公里）。

##### NASCAR开跑车
曾有两辆GT350在拉斯维加斯的2010年全国运动汽车竞赛协会作为开跑车。该开跑车的特色在于装有原型车的前。其中一辆现已展示于谢尔比文化博物馆并作为主要宣传资料和海报用途。

#### 2013-2014年的福特谢尔比GT500
于2011年11月在洛杉矶车展上首次亮相，2013年的谢尔比GT500为动力输出最强的野马。双顶置凸轮轴354.6立方英寸（5.811公升）32气门的V8机械增压引擎已经认证能产生出（493 kW, 855 Nm）662匹马力与631磅-英尺的扭力，并声称极速能达到每小时202英里（每小时325公里）。13年的GT500有3,850磅（1,750公斤）重，并于2012年5月开始销售。
2013年的GT500比2012年GT500有着各种改进和差异比较，13年的GT500包括了新的前端金属板与标准的HID前大灯、新的LED尾灯。新的GT500也同样因用于车辆所需的冷却巨量而没有进气格栅。该车的在性能的改变包括了增加双燃油泵（两个野马GT的单泵）、较大的喷油嘴、大夹持器与大直径的离合器、大型风机、三排中间冷却器（前代的为两排）、强化的Tremec 6060 6前速变速器与内部油泵，以及单件碳纤维传动轴。大型的Brembo六活塞前碟刹、强化轴管和气动调整能让该车在安全的情况下达到每小时超过200英里的时速。福特称这些改变减阻了14％，前端的下压力增加了66％。除了上述外，其他的改变包括了更大的前防倾杆与弹簧和标准的四模式电子稳定控制系统转速可调电子启动控制。
GT500也提供了性能套件，该套件包含了双模可调的Bilstein减震器和托森式限滑后差速器。除了性能套件，GT500另外还有道路赛车用的赛道套件，该赛车套件包含了变速器冷却器、限滑差速器的鼻式差动冷却器、引擎油冷却器。改进套件也包含了Wilwood碟刹。
在Motor Trend杂志2012年5月的0-60英里加速和四分之一英里测试，GT500分别3.5秒和11.6秒@每小时125.7英里（202.3公里）。根据比较，GT500快过科迈罗ZL1和科尔维特Z06。
Automobile-Catalog计算机模拟估算出GT500在0-60英里加速和四分之一英里测试中分别达到了3.3秒和11.3秒，极速则达到了每小时208英里（335公里）（原厂声称能达到202英里）；而Car and Driver杂志的极速测试达到了189英里（304公里）。

2012年2月，谢尔比于芝加哥车展正式宣布敞篷版GT500将会生产。敞篷版GT500的极速能达到每小时155英里（249公里）。
自2013年生产后，GT500并没有太大的改变，但在2014年款取消了几种颜色选择。

#### 2013-2014年的谢尔比GT500超级蛇
谢尔比美国于2012年的巴雷特 - 杰克逊拍卖会中，宣布发行2013年的GT500超级蛇。2013年的超级蛇有着662到850马力。前50辆2013年的级蛇限量版有黑色与金色三重条纹或白色与金色三重条纹两种选择。
2013年的超级蛇标志着停产的谢尔比“美铝”超级蛇车轮，一个新的，轻量级的锻造铝合金轮圈。这个将会将会生产以代替使用。该轮圈也用在谢尔比对原版GT500改装成的超级蛇车型（也包括2007-2012年超级蛇车型）。改年款的超级蛇有宽体车型选择。

##### 韦尔德概念版
韦尔德（WELD）版本的超级蛇采用了韦尔德车轮专门给谢尔比的新设计轮圈，而该轮圈也将沿用至以后的谢尔比野马。该车曾展示于韦尔德车轮的SEMA车展。这辆概念版超级蛇的引擎盖是超级蛇车款内第一个的全碳纤维引擎盖。韦尔德超级蛇也有不同的碳纤维材质部件，如车门槛板、后扩散器、扰流板。除此之外，这辆超级蛇还有标志着韦尔德的部件，如超级蛇的乙烯基条纹和Recaro座椅。

##### 宽体原型版

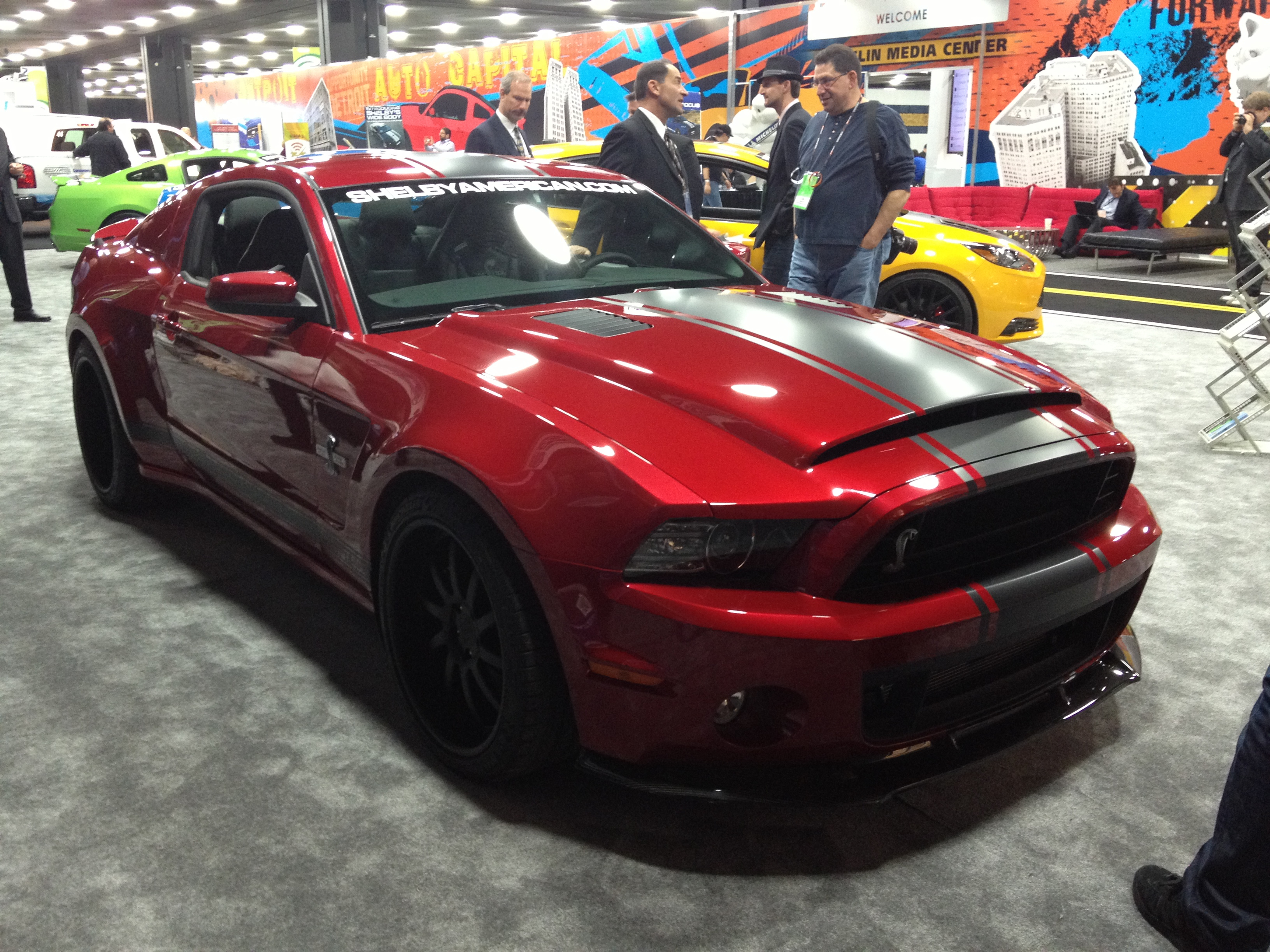
宽体版超级蛇

该车为最新一代的宽体版超级蛇。CSM13SS0001P宽体原型超级蛇为2013年超级蛇重点发展车辆的宽体项目之一。该车为超级蛇的宣传品和展示时期的一个特色。

特色

- 曾经亮相于2013年的底特律车展和纽约车展。

- 在接下来的两年多次亮相于许多车展和活动，几乎遍布全美国。

- 曾出现在谢尔比的年度出版物。

- 展示于谢尔比的博物馆。

##### 示用车辆版
谢尔比的这个示用版超级蛇被用来让驾驶者区别原版GT500与GT500超级蛇。该版本的超级蛇变换了850匹马力，4.0升的惠普尔机械增压器以及可选的瓦特连杆与内部升级。

#### 2014年的谢尔比GT、谢尔比GT/SC
2014年的谢尔比GT采用14年的福特野马GT所打造，并首次亮相于洛杉矶国际车展
谢尔比方面为这款车的外观增加了不少独特改装。其中，有前导流板的转换配GT500的后扰流板和三角窗玻璃罩。为减轻重量，引擎盖使用碳纤维打造，并增加了勒芒条纹以带出一些风格。谢尔比GT也包含了只限后轮拱加宽或全身加宽的分开宽体转换。其它方面，该车也有外观套件，套件包含了本身独有的前脸、碳层压引擎盖散热口、钢坯上水箱罩配福特奔驰野马标徽和侧边的“Powered by Ford”标徽。
内装方面有跟上最新潮流而改进。其中包含了A车柱的升压、燃油和油压仪表。但这个改装只限于GT/SC版。而原版改装则有谢尔比GT的头枕、特有的GT仪表板牌匾和引擎板。黑色真皮内饰与电动座椅为标准配备。
在后面对于该车的宣布为更激动人心的——525匹和624匹马力的可选部件将可结合一起。标准款谢尔比GT有430匹马力。在其功率轻微的簸动是通过安装Borla性能排气管配一些老式的调整来达成。标准套件还包含了Barton短距变速杆。GT/SC则富有多100匹马力。谢尔比福特赛车Whipple增压套件包含了525马力或624马力的配置、谢尔比冷却系统和前导流板。虽然谢尔比方面未对谢尔比GT独立确认其效能数值，但该车相当快。0-60英里加速需3.7秒，1/4英里估计有多于11秒。
基本升级套件配有20寸轮圈，配BFG G-Force Comp2轮胎和横拉悬吊杆以让底盘变坚固。除此之外，标准升级并没有提供性能或改善操控性的地方。但固然，其更好的轮胎提供了更好的抓地力，而悬吊支柱提供了更好的过弯能力。除此之外，标准升级没有提供并没有提供太多的性能或改善操控性方面的提升。谢尔比改进了GT/SC的空气动力部件，包括加入了铝制驱动轴，这个驱动轴在将动力传送到后轮时能够降低总质量。同时还有较好性能的Wilwood刹车系统，前煞6活塞，后煞4活塞。GT/SC的20寸轮圈采用了黑色喷漆，并搭配了米其林的Pilot Supersport轮胎。谢尔比采用的Eibach部件则包含了较硬的避震弹簧，以及能够提升操控性能的防倾杆套件。

## 2015-現在（第三代）

### 2015-2016年 谢尔比GT
谢尔比美国于2015年推出新的2015年版谢尔比GT。2015年的谢尔比GT使用2015年福特野马GT的车体所打造，如同普通野马，谢尔比GT有6前速手排和自排选择。
谢尔比美国对2015年的谢尔比GT注入了更有积极风格的碳纤维引擎盖、摆杆、功分器、扰流板和扩压器。谢尔比还加了冷气进气口、订制的20英寸韦尔德威尼斯轮圈配米其林超粘滞轮胎、福特性能的机械增压器、Wilwood刹车系统、可调式后控制臂、装在仪表板的赛道升压、燃油和油压的三个仪表窗格、赛车座椅防滚架和安全带。
V8引擎的普通版谢尔比GT配置了福特性能的机械增压器，让这台车有627匹马力。除此之外，谢尔比GT还配置了一个性能操控套件和福特赛车的半轴，以及3.73比例的齿轮比。在可选部件方面，有高性能后部刹车、更新的前煞冷却系统和可调式赛道悬吊套件。该车在0-60英里加速方面只需少过4秒，比原版野马GT还快。

#### 谢尔比GT Ecoboost
随着新的Ecoboost野马推出，谢尔比美国于2015年推出了名为谢尔比GT Ecoboost的谢尔比GT高性能版本。谢尔比GT Ecoboost为福特野马Ecoboost提供了其套件。该套件将提供至北美洲。
谢尔比GT Ecoboost的外观有大量的改变。许多升级部件都相同于提供至野马GT的套件。这些升级部件包括了广泛使用的碳纤维、显着的前导流板、引擎盖、后扰流板和车门槛板。
由于谢尔比GT Ecoboost使用野马Ecboost打造，所以搭载了其2.3升的Ecoboost四缸引擎，但经过升级，马力比原版Ecoboost野马多了25匹，即335匹。GT Ecoboost的车身还经过了轻量化。谢尔比GT Ecoboost使用了福特性能操控套件的升级悬挂。像原版的谢尔比GT一样，该车远远不止有条纹和徽章，谢尔比GT Ecoboost还有精致的福特性能操控套件升级、引擎调节以及福特性能排气系统。对GT Ecoboost的测试结果发现在91辛烷值燃料有超过335匹马力以及显著更好的操控性。

### 2015-2017年 谢尔比眼镜蛇
2015年，谢尔比美国推出了新的谢尔比超级蛇。这次的新超级蛇失去了“GT500”的字标（可能是因为福特谢尔比GT500已停产的关系）而直接被称为谢尔比超级蛇（但仍然有人称其为GT500超级蛇）。与2015年的谢尔比GT一样，2015年的超级蛇基于2015年的福特野马GT所打造。2015年的超级蛇配置了有着额定功率为超过650匹马力的5.0升谢尔比/福特赛车级增压V8引擎（5.0升谢尔比/惠普尔增压V8则有超过750的马力）。
超级蛇配置了碳纤维的超级蛇引擎盖，高于中央进气水箱罩的强制进气口。其水箱罩也是新的，前面进气口的上部和下部同时使用了黑色阳极氧化材质。
空气动力方面，谢尔比为其添加了前扩散器，该扩散器通过较大的碳纤维扰流板结合在行李厢。在扰流板的下面还有碳纤维材质的新后扩散器、尾灯面板，以及位在后轮前方的车门槛板与侧裙的空气动力叶片。这些综合也位在了镜子。最后，超级蛇也有其必有的超级蛇赛车条纹和外部徽章。
超级蛇也包含了CSM徽章、谢尔比地毯、窗台板、位在仪表板的碳纤维仪表窗格与AutoMeter仪表、福特性能的短投距变速杆、内饰升级、赛车级座椅、五点式赛车安全带、谢尔比的气门盖，以及碳纤维闭锁罩。
3:73齿轮与新的半轴都源自福特性能。超级蛇采用了米其林Pilot超级运动轮胎与韦尔德赛车级一体式锻式20英寸超级蛇轮圈。另外，超级蛇首次提供手排和自排两种选择。动力系统选项方面，超级蛇包含了升级后的中冷器与限滑差速器和变速箱的冷却套件。

### 2017年50周年纪念版

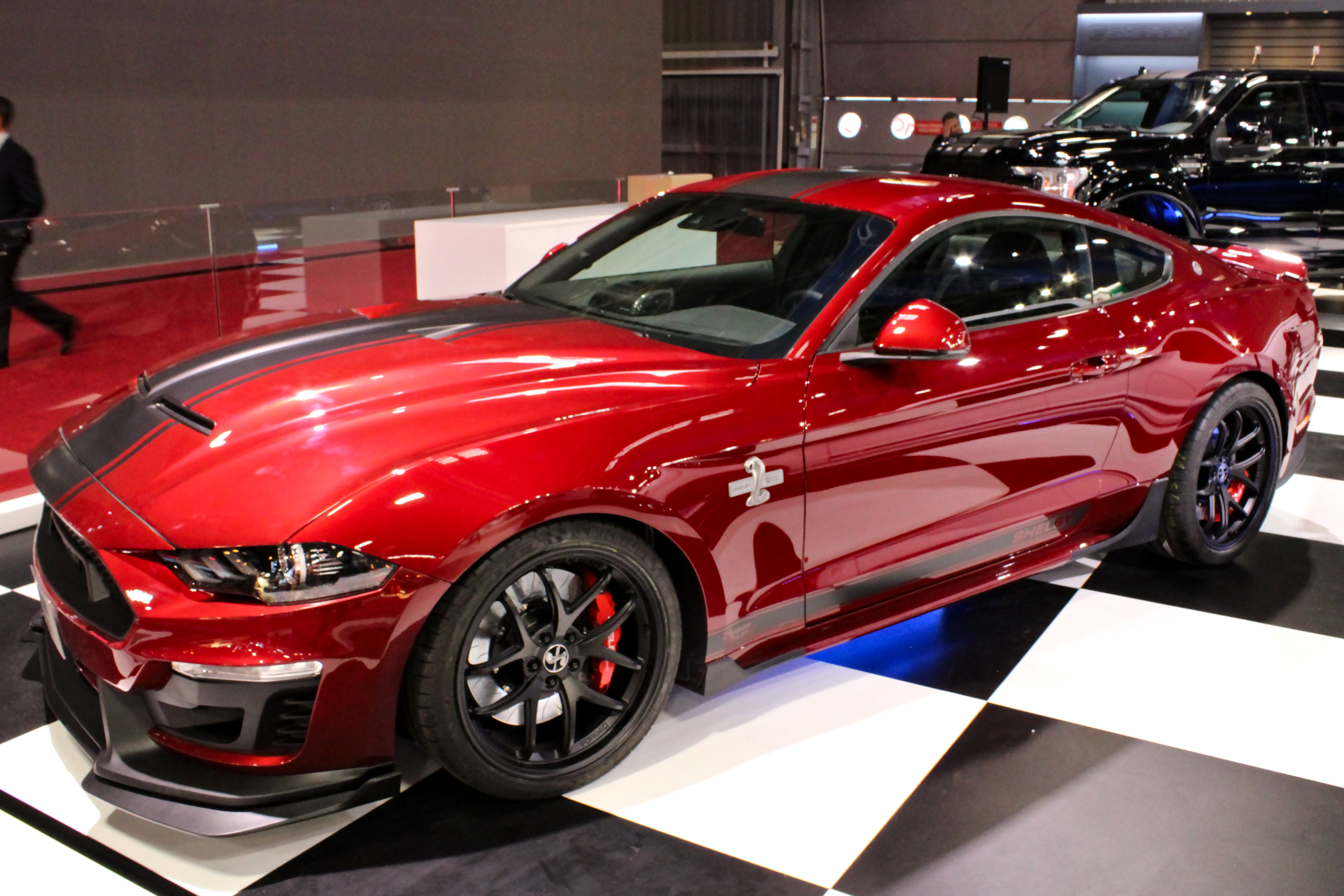

2017年1月，谢尔比美国推出了限量500台的50周年纪念版超级蛇，该车仍然基于野马GT所打造。这款超级蛇有着与原版不一样的前脸和轮圈。超级蛇的5.0升“郊狼”引擎从原本的435匹马力，增压至670匹马力。谢尔比也提供了惠普尔和Kenne Bell机械增压器两种选项，后者可产生750匹马力。0到60英里加速只需3.5秒，四分之一英里加速只需10.9秒。

### 2016年 福特谢尔比GT350
谢尔比GT500与其配置的5.8升机械增压V8引擎将于2015年停产。
2016年，谢尔比GT350确定即将生产，这次的谢尔比GT350采用了拥有超过500马力和400磅英尺的扭矩的5.2升平面曲轴V8引擎。这次的GT350有比GT500更加优良的轴距。除此之外，GT350被拿来与科迈罗Z28、保时捷GT3和宝马做基准比较。新的GT350的显着特征是有着以赛道为重点的底盘调校、通过气动改变降低引擎周围引擎罩、两片Brembo刹车片、MagneRide悬吊系统、轻量级的Tremec 6前速手动变速箱、Recaro座椅和各种轻量化部件。
另外，GT350还有更大的铝合金轮毂、导航系统、后传感器、一个后备份摄像机、盲点监测、保安系统、远程遥控车辆启动系统、SHAKER PRO环绕声高级音响系统、高级真皮表面的座椅和HID大前灯。除了标准的黑色内饰配色之外，还增加了珊瑚红和马鞍色，同时也有标准的黑色内饰颜色选择。

#### GT350R

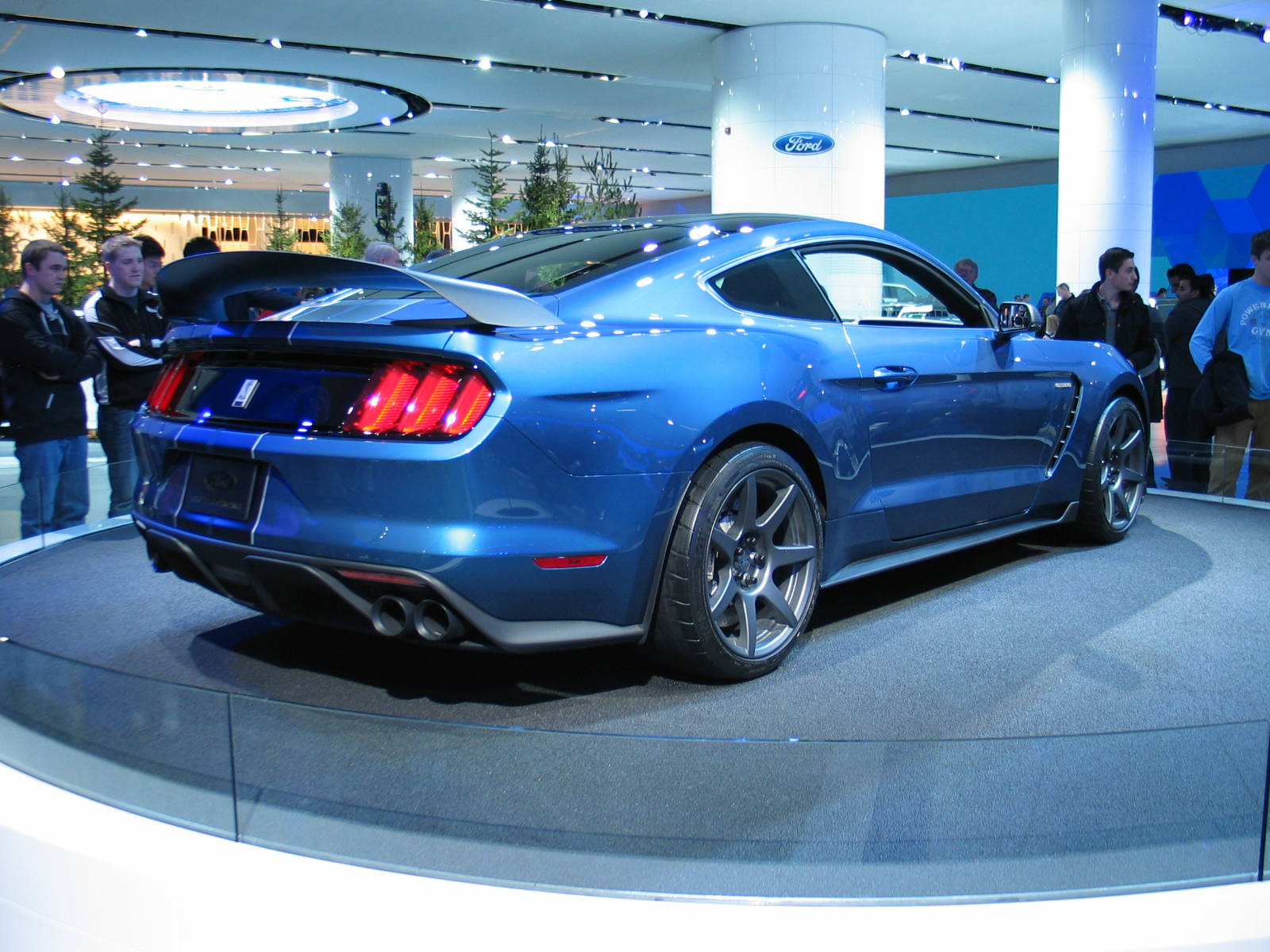
GT350R

一辆更精致且限量生产，被称为GT350R的GT350在2015年的底特律车展亮相了。GT350R依然还有原版GT350的5.2升平板表面曲轴V8引擎以及超过500匹的马力和400磅英尺的扭矩，但是原本的空调、立体声响、车厢内的地板、所有的地毯，后座椅、后视摄像机和备用轮胎都被移除，这意味着GT350R比原本的GT350轻了130磅。GT350R在其较大的分流和尾翼的帮助下提高了其下压力，同时也让车子的平衡偏向后，其托森式限滑差速器和3:73比例的后轴也在操控上起到了作用。
自正式生产后，福特为原本只有双座位的GT350R提供了四座位选择。
在Car and Driver杂志里，GT350R被评为10大最好的汽车之一。

### 2016年的谢尔比特灵瓜
谢尔比美国使用50辆福特野马GT车体打造限量谢尔比特灵瓜赛车团队版野马。谢尔比特灵瓜为谢尔比美国最具赛道灵感的野马，并且是为了致敬特灵瓜赛车团队和他们在1967年的跨时锦标赛而打造。
特灵瓜搭载了野马GT的5.0升V8引擎配惠普尔机械增压器，这样的装置能够产生出超过750匹马力，除此之外还有谢尔比专属的Eibach防倾杆和可调避震器。该车还有福特性能的升级套件如半轴、短投距排挡杆及配有黑色尾端和Borla排气管。这款车同时增加了Brembo刹车系统以提升赛道性能，并配有20寸的韦尔德赛车轮圈，特灵瓜车身上还有大量的碳纤维部件和特灵瓜赛车团队标徽。
外观上来看，特灵瓜看起来很像原版的谢尔比GT。车体的前面仍使用原厂的保险杠，但装配了加大的前分流器和新型的进气水箱罩，同时此车使用了谢尔比GT的隆起引擎盖。车体其他的特点都与谢尔比GT如同，包括了后扰流板、两片后扰流器和黑色的排气管头。颜色方面，特灵瓜采用了其经典的黑黄格式，同时还在表面上加了17号圆形赛车标志，车门和挡泥板还加了赞助商的贴纸。

### 2016年 福特谢尔比GT-H
在“租车给赛车手”的项目50周年，福特、谢尔比和赫兹租车介绍了新的2016年福特谢尔比GT-H。GT-H如之前的06年版，一样使用野马GT车体打造，只不过引擎是5.0升的，并配置了福特性能的悬吊、排气和轮圈，以及谢尔比美国设计的聚碳酸酯引擎盖和条纹。从纪念日起，将有140台GT-H在美国机场提供出租。
在整个车身，GT-H布满了其主要标，从水箱罩、仿造油盖到车厢盖都有“GT-H”的标徽。谢尔比同时为GT-H配置了碳纤维材质的前分流器和扰流板，如同谢尔比GT，GT-H引擎盖的中间有个大隆起。轮胎方面使用了米其林的高性能轮胎，前轮为255/40s，后轮为275/40s，并配置了19寸的铝制轮圈。内装方面，头枕和定制的底系定板也有“GT-H”的标志。地毯和之前的一样，也有“GT-H”的标志。此外还有谢尔比美国车辆才有的编号牌匾。新的16年GT-H使用了野马GT车身打造，所以也同样搭载了5.0升的V8引擎，并搭配了原本的6RSO 6前速自动变速箱。排气管方面，GT-H使用了福特性能的排气系统，福特性能部件还为GT-H提供了其低型弹簧、特别调校的阻尼器和修改后的防倾杆。
GT-H在赫兹租车的车型指南中被列入Adrealine Collection列表内。
2016年的GT-H首次亮相于2016年的纽约国际车展

## 争议

### 与Unique Performance的合作
2002年，卡罗尔·谢尔比与德克萨斯州Farmers Branch城市的Unique Performance合作以延续制造谢尔比 427 GT500 “超眼蛇”的车型。其他谢尔比野马也延续跟随，包括了GT350SR和GT500SR。
但据报道，Unique Performance一直管理不善，以及因人力不足，遭众多顾客投诉未能提供规格与配件的虚报而表现不佳。
2007年11月1日，Unique Performance（构建谢尔比与Chip Foose所许可的福特野马和雪佛兰科迈罗）因车辆识别号码违规而遭Farmers Branch警方突击（号码在车辆的不同地方被去除与非法转移）以及随后宣布所有资产已破产，包括众多车身外壳和车建拍卖结束。

### 德妮丝·海利基和驚天動地60秒
2000年翻拍的驚天動地60秒(Gone in 60 seconds)  用了1967年的定制版野马“埃莉诺”。而卡罗尔开始生产自己版本的野马“埃莉诺”，但德妮丝·海利基——“埃莉诺”的原来创造者的遗孀，控告卡罗尔侵犯了“埃莉诺”的商标和版权图像。2008年，海利基打赢了这场官司。